# Vaux-en-Vermandois
 Vaux-en-Vermandois  es una población y comuna francesa, en la región de Picardía, departamento de Aisne, en el distrito de Saint-Quentin y cantón de Vermand.

## Demografía
| 178 | 176 | 146 | 130 | 125 | 131 |
| Para los censos de 1962 a 1999 la población legal corresponde a la población sin duplicidades (Fuente: INSEE [Consultar]) |     |     |     |     |     |